# ブルース音楽賞
ブルース音楽賞（ブルースおんがくしょう、Blues Music Awards）は、ブルースの伝統を守ることを目的に結成された非営利組織であるブルース財団が授与している賞。この賞は、1980年に始まり、音楽雑誌『オフビート』によれば、「黒人音楽界のミュージシャンやソングライターたちに与えられる最高の栄誉として世界的に認められている」という。
与えられる賞は、以前は「W・C・ハンディ賞」と呼ばれ、「ハンディーズ (The Handys) とも称されていたが、2006年にこの賞の認知度を高める取り組みの一環として改称された。
この賞は毎年、ブルース財団の本拠地であるテネシー州メンフィスで授与されているが、2008年には授賞式が、ミシシッピ州トゥニカで開催された。

## 部門と受賞者
ブルース音楽賞が与えられる部門（カテゴリー）は、1980年以来時おり見直されてきたが、2016年においては、以下の24部門で賞が与えられた。
1. 今年のアコースティック・アルバム (Acoustic Album of the Year)
2. 今年のアコースティック・アーティスト (Acoustic Artist of the Year)
3. 今年のアルバム (Album of the Year)
4. 今年のB.B.キング・エンターテナー (B.B King Entertainer of the Year)
5. 今年のバンド (Band of the Year)
6. 最優秀新人 (Best New Artist Debut)
7. 今年のコンテンポラリー・ブルース・アルバム (Contemporary Blues Album of the Year)
8. 今年のコンテンポラリー・ブルース女性アーティスト (Contemporary Blues Female Artist of the Year)
9. 今年のコンテンポラリー・ブルース男性アーティスト (Contemporary Blues Male Artist of the Year)
10. 今年の歴史的アルバム (Historical Album of the Year)
11. 楽器演奏者 - ベース (Instrumentalist - Bass)
12. 楽器演奏者 - ドラムス (Instrumentalist - Drums)
13. 楽器演奏者 - ギター (Instrumentalist - Guitar)
14. 楽器演奏者 - ハーモニカ (Instrumentalist - Harmonica)
15. 楽器演奏者 - ホーン (Instrumentalist - Horn)
16. パイントップ・パーキンス・ピアノ・プレイヤー (Pinetop Perkins Piano Player)
17. ココ・テイラー賞（トラディショナル・ブルース女性）(Koko Taylor Award (Traditional Blues Female))
18. 今年のロック・ブルース・アルバム (Rock Blues Album of the Year)
19. 今年の歌 (Song of the Year)
20. 今年のソウル・ブルース・アルバム (Soul Blues Album of the Year)
21. 今年のソウル・ブルース女性アーティスト (Soul Blues Female Artist of the Year)
22. 今年のソウル・ブルース男性アーティスト (Soul Blues Male Artist of the Year)
23. 今年のトラディショナル・ブルース・アルバム (Traditional Blues Album of the Year)
24. 今年のトラディショナル・ブルース男性アーティスト (Traditional Blues Male Artist of the Year)

賞に人名が冠されている例は、エンターテナー性の高い者に与えられる賞のB.B.キング、ピアニストに与えられる賞のパイントップ・パーキンズ、トラディショナル・ブルースの女性アーティストに与えられる賞のココ・テイラーの3例がある。

## 近年の授賞式
第35回ブルース音楽賞の授賞式は、2014年5月8日に、メンフィスのクック・コンベンション・センター (the Cook Convention Center) で開催された。
第36回ブルース音楽賞の授賞式は、2015年5月7日に開催された。